# Trilogia di Eclipse
La trilogia di Eclipse (Eclipse Trilogy) è una serie di romanzi fantascientifici cyberpunk scritta da John Shirley tra il 1985 e il 1990.
La serie è composta dai romanzi:
1. Eclipse (Eclipse, 1985), trad. di Maurizio Carità, Urania 1255, Mondadori, 1995; trad. di Francesca Leali e Eva Raguzzoni, Valis, Hobby & Work, 2006
2. Azione al crepuscolo (Eclipse Penumbra, 1988), trad. di Maurizio Carità, Urania 1276, Mondadori; 1996
3. La maschera sul sole (Eclipse Corona, 1990), trad. di Maurizio Carità, Urania 1290, Mondadori, 1996

Una riedizione aggiornata della trilogia era stata pubblicata da Prime Books in volume unico, dal titolo A Song Called Youth.

## Ambientazione
I romanzi sono ambientati in un futuro distopico, in un ipotetico inizio del XXI secolo in cui l'Unione Sovietica non è caduta, e al momento descritto nel romanzo, ha invaso l'Europa occidentale, causando una massiccia distruzione. Gli eserciti sono respinti solo dall'uso (non descritto) di armi nucleari tattiche, causando una situazione di stallo, analoga a quella degli anni centrali della prima guerra mondiale.
Per mantenere l'ordine dietro le linee e tenere libere le truppe per il vero combattimento, la NATO ha fatto un contratto con la Second Alliance Security Corporation (SA), una società di sicurezza privata di mercenari che ha un'agenda politica fascista non dichiarata, all'insaputa della maggior parte di coloro che l'avevano assunta. Gli eroi (o anti-eroi) della serie sono la nuova resistenza, che si batte per rendere noto e sconfiggere il tentativo della SA di assumere il potere e promuovere politiche razziste.
L'ambito della storia è globale, ma l'azione principale si svolge per lo più in Europa, su una piccola isola dei Caraibi e sulla prima colonia spaziale dell'umanità.
I romanzi forniscono una rappresentazione molto diretta di sesso, violenza e gore.